# Stora och Lilla Vindåsen
Stora Vindåsen: 59°10′45″N 18°30′10″Ö / 59.17917°N 18.50278°Ö
Lilla Vindåsen: 59°10′39″N 18°31′0″Ö / 59.17750°N 18.51667°Ö

Stora Vindåsen och Lilla Vindåsen är två närliggande öar i Dalarö socken i Haninge kommun i Södermanland (Stockholms län). Öarna ligger fyra sjömil nordöst om Dalarö.
Stora Vindåsen är en knapp kilometer lång och har en mycket brant västsida. Terrängen består av relativt tät hällmarkskog. Norra halvan av Stora Vindåsen är privatägd och har ett antal fritidshus. Södra halvan ägs av Skärgårdsstiftelsen och utgör Stora Vindåsens naturreservat. Naturreservatet är fristående och ingår inte i det betydligt större Lilla Husarns naturreservat trots att de bara skiljs åt av ett par hundra meter vatten.
Lilla Vindåsen är obebyggd och ligger ca 500 meter sydöst om Stora Vindåsen.